# Elisabeth Svantesson
Karin Elisabeth Svantesson (ur. 26 października 1967 w Lycksele) – szwedzka ekonomistka i polityk, działaczka Umiarkowanej Partii Koalicyjnej, parlamentarzystka, minister zatrudnienia w rządzie Fredrika Reinfeldta (2013–2014), minister finansów w rządzie Ulfa Kristerssona (od 2022).

## Życiorys
Z wykształcenia ekonomistka, kształciła się na uniwersytetach w Örebro oraz w Uppsali. W latach 1995–2000 pracowała jako nauczycielka w szkole policealnej, a w latach 2001–2006 była wykładowczynią akademicką i doktorantką na Uniwersytecie w Örebro. Od 2002 zasiadała jednocześnie w radzie miejskiej tej miejscowości, wchodziła w skład miejskiej egzekutywy.
Zaangażowała się w działalność politycznych w ramach Umiarkowanej Partii Koalicyjnej. W 2006 i 2010 z jej ramienia była wybierana do Riksdagu. 17 września 2013 została powołana w skład rządu Fredrika Reinfeldta, w którym objęła urząd ministra zatrudnienia, zastępując Hillevi Engström. Zakończyła urzędowanie w 2014, pozostając członkinią parlamentu na kolejną kadencję. Mandat deputowanej utrzymywała również w wyborach w 2018 i 2022.
W październiku 2022 została ministrem finansów w nowo powołanym rządzie Ulfa Kristerssona.

## Życie prywatne
Elisabeth Svantesson jest mężatką, ma trójkę dzieci.